# Thailändische Badmintonmeisterschaft 2010
Die Thailändische Badmintonmeisterschaft 2010 fand vom 19. bis zum 24. Oktober 2010 in Nakhon Ratchasima statt.

## Medaillengewinner
| Disziplin    | Gold                                              | Silber                                            | Bronze                                      |
| ------------ | ------------------------------------------------- | ------------------------------------------------- | ------------------------------------------- |
| Herreneinzel | Boonsak Ponsana                                   | Tanongsak Saensomboonsuk                          | Suppanyu Avihingsanon                       |
| Herreneinzel | Boonsak Ponsana                                   | Tanongsak Saensomboonsuk                          | Pakkawat Vilailak                           |
| Dameneinzel  | Salakjit Ponsana                                  | Porntip Buranaprasertsuk                          | Nitchaon Jindapol                           |
| Dameneinzel  | Salakjit Ponsana                                  | Porntip Buranaprasertsuk                          | Ratchanok Intanon                           |
| Herrendoppel | Patipat Chalardchaleam Thitipong Lapho            | Bodin Isara Maneepong Jongjit                     | Sarayut Saetang Natthanan Tansanga          |
| Herrendoppel | Patipat Chalardchaleam Thitipong Lapho            | Bodin Isara Maneepong Jongjit                     | Nitipong Saengsila Jakrit Tantirasin        |
| Damendoppel  | Duanganong Aroonkesorn Kunchala Voravichitchaikul | Savitree Amitrapai Punyada Munkitchokecharoen     | Chayanit Chaladchalam Nessara Somsri        |
| Damendoppel  | Duanganong Aroonkesorn Kunchala Voravichitchaikul | Savitree Amitrapai Punyada Munkitchokecharoen     | Artima Serithammarak Thanpakanan Ampansuwan |
| Mixed        | Sudket Prapakamol Saralee Thungthongkam           | Songphon Anugritayawon Kunchala Voravichitchaikul | Patipat Chalardchaleam Savitree Amitrapai   |
| Mixed        | Sudket Prapakamol Saralee Thungthongkam           | Songphon Anugritayawon Kunchala Voravichitchaikul | Wasapon Uttamang Chayanit Chaladchalam      |